# Тайыншинский район
Тайыншинский район (каз. Тайынша ауданы) — административный район в Северо-Казахстанской области Казахстана. Районный центр — город Тайынша.

## Физико-географическая характеристика
Расположен на юге области, граничит с Акмолинской областью. Расстояние от областного до районного центра составляет 150 км.
Район в основном расположен в степной зоне, восточная и юго-восточная части районов — в лесостепной зоне. Почвенный покров — чернозём.

## История
Красноармейский район (центр — село Ново-Сухотинское) изначально был образован 17 января 1928 года (утверждено ВЦИК 3 сентября 1928 года) в Кзыл-Джарском округе из Красноармейской волости Кокчетавского уезда. Существовал, пока постановлением ВЦИК от 23 июля 1930 года не было ликвидировано окружное деление.
Восстановлен 9 июля 1934 года в составе Карагандинской области из части Кокчетавского района.
С 29 июля 1936 года Красноармейский район входил в состав Северо-Казахстанской области, с 16 марта 1944 года — в состав Кокчетавской области.
6 июля 1960 года центр Красноармейского района был перенесён из села Новосухотино в посёлок Таинча.
2 мая 1997 года Указом Президента Казахстана Красноармейский район был переименован в Тайыншинский район, и к нему были присоединены территории упразднённых Келлеровского (образован 29 июля 1936 года) и Чкаловского (образован 16 октября 1939 года) районов.
С 3 мая 1997 года объединённый Тайыншинский район — вновь в составе Северо-Казахстанской области.

## Население
В Тайыншинском районе сконцентрирована значительная польская диаспора Северо-Казахстанской области и Казахстана. По данным переписи населения 1999 года из 17 054 поляков Северо-Казахстанской области (2,53 % населения области), в Тайыншинском районе проживало 13 783 поляка (80,8 % от их числа в области), или 22,82 % населения всего района, в котором поляки уступали по численности только казахам (25,4 %) и обгоняли русских (21,72 %). При этом во всех других районах области, включая г. Петропавловск, доля поляков не достигала и 1 %. По данным переписи 2009 года (по состоянию на 1 января 2010 года) в районе проживало 12 350 поляков — 80,49 % от польской диаспоры области (15 343 чел.), что в свою очередь составило 21,83 % населения района, по прежнему опережая русских (21,55 %) и уступая только казахам (27,84 %).
Национальный состав на начало 2019 года:
- казахи — 12 208 чел. (28,30 %)
- русские — 10 482 чел. (24,30 %)
- поляки — 8919 чел. (20,67 %)
- украинцы — 4872 чел. (11,29 %)
- немцы — 4197 чел. (9,73 %)
- белорусы — 1158 чел. (2,68 %)
- татары — 250 чел. (0,58 %)
- ингуши — 207 чел. (0,48 %)
- армяне — 128 чел. (0,30 %)
- узбеки — 93 чел. (0,22 %)
- азербайджанцы — 76 чел. (0,18 %)
- чеченцы — 61 чел. (0,14 %)
- чуваши — 48 чел. (0,11 %)
- другие — 441 чел. (1,02 %)
- Всего — 43 140 чел. (100,00 %)

## Административно-территориальное деление
Тайыншинский район делится на 18 сельских округов, в которых находится 84 сельских населённых пункта, и 1 городскую администрацию:
| Сельский округ/городская администрация | Населённые пункты |
| Абайский сельский округ                | село Караагаш, село Калиновка, село Константиновка, село Тапшил                                                                       |
| Алаботинский сельский округ            | село Аккудук, село Целинное, село Золоторунное, село Сугурбай, село Талдыколь                                                         |
| Амандыкский сельский округ             | село Амандык, село Аймак, село Ильичёвка, село Жанадаур                                                                               |
| Большеизюмовский сельский округ        | село Большой Изюм, село Новоприречное, село Октябрьское, село Северное, село Терновка                                                 |
| Донецкий сельский округ                | село Донецкое, село Подольское, село Краснокиевка, село Белоярка, село Озёрное                                                        |
| Драгомировский сельский округ          | село Драгомировка, село Обуховка, село Любимовка, село Иван-город                                                                     |
| Зеленогайский сельский округ           | село Зелёный Гай, село Новогречановка                                                                                                 |
| Келлеровский сельский округ            | село Келлеровка, село Кременчуг, село Богатыровка, село Липовка                                                                       |
| Кировский сельский округ               | село Кирово, село Ильич, село Агроном, село Восточное, село Трудовое, село Мирное                                                     |
| Краснополянский сельский округ         | село Красная Поляна, село Озёрное, село Краснодольское, село Южное, село Черниговское, село Доброжановка, село Степное, село Глубокое |
| Летовочный сельский округ              | село Летовочное, село Горькое, село Краснокаменка, село Подлесное, село Талап, село Мадениет                                          |
| Мироновский сельский округ             | село Мироновка, село Заречное, село Виноградовка, село Надеждинка                                                                     |
| Рощинский сельский округ               | село Рощинское, село Макашёвка, село Димитровка, село Октябрьское, село Краматоровка, село Комсомольское, село Сарыбай                |
| Тайыншинская городская администрация   | город Тайынша |
| Тендыкский сельский округ              | село Тендик, село Кантемировское, село Котовское                                                                                      |
| Тихоокеанский сельский округ           | село Тихоокеанское, село Шункырколь, село Алабота                                                                                     |
| Чермошнянский сельский округ           | село Чермошнянка, село Леонидовка, село Многоцветное, село Нагорное, село Бахмут, село Новоивановка, село Тениз                       |
| Чкаловский сельский округ              | село Чкалово, село Петровка, село Новоберёзовка                                                                                       |
| Яснополянский сельский округ           | село Ясная Поляна, село Вишнёвка, село Дашко-Николаевка, село Новодворовка                                                            |

## Экономика
В сентябре 2006 года в городе Тайынша был открыт завод по производству биоэтанола «Биохим». В 2010 году завод закрылся. В октябре 2018 года завод снова был запущен под названием «BioOperations» (группа компаний «KazFoodProducts»).
В селе Аймак действует мельничный комплекс и комбикормовый завод. Предприятие открылось с участием китайских инвесторов.
В поселении Ильичёвка с 2016 года работает казахстано-китайский завод «Тайынша-май» по производству нерафинированного рапсового и подсолнечного масла, жмыха. Завод является одним из крупнейших предприятий по выпуску масла в Северо-Казахстанской области Казахстана.